# Печатка Вірджинії

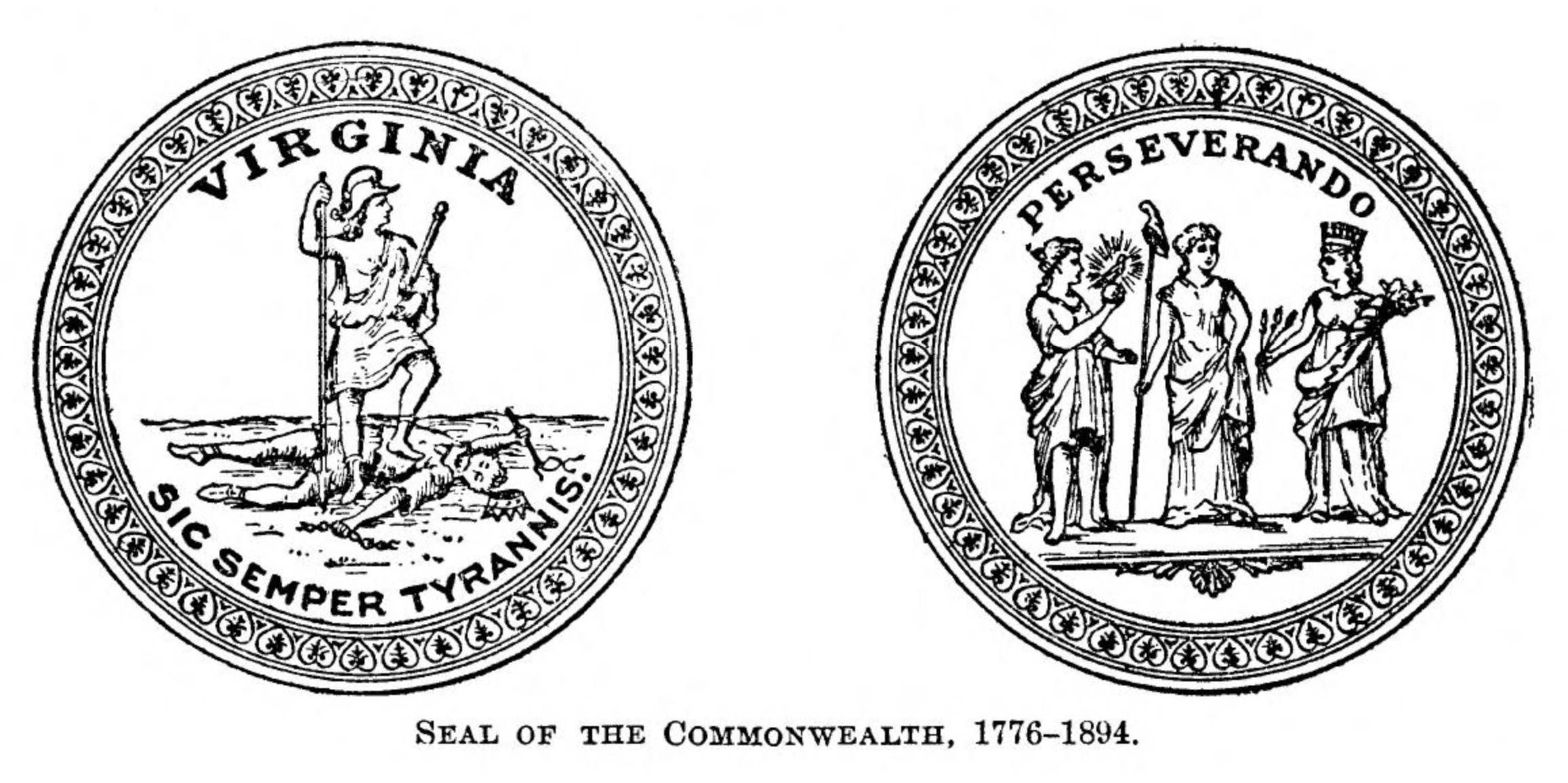
Печатка штату Вірджинія

Печатка Співдружності Вірджинії, або Печатка штату Вірджинія (англ. The seals of the Commonwealth of Virginia) — один з державних символів штату Вірджинія, США.

## Історія
У травні 1776 колонія Вірджинія оголосила про свою незалежність від Великої Британії і 1 липня того ж року Комітет чотирьох у складі Річарда Генрі Лі, Джорджа Мейсона, Джорджа Віта і Роберта Картера Ніколаса приступив до створення офіційної печатки Вірджинії. Через чотири доби Комітет оголосив про завершення роботи над проєктом печатки, і Джордж Мейсон представив його на розгляд уряду Вірджинії. Голосування членів уряду відбулося того ж дня і проєкт печатки було офіційно затверджено.
Достовірно невідомо, хто саме з Комітету чотирьох був головним розробником дизайну печатки штату, у наш час цією людиною прийнято вважати Джорджа Віта. Внаслідок панування на той час захоплень ідеями Римської республіки за основу дизайну печатки було взято мотиви міфології Стародавнього Риму, саму ж печатку було зроблено двосторонньою.

## Дизайн

Аверс державної печатки Вірджинії (у кольорі)

Зображення аверсу печатки Вірджинії використовується у всіх офіційних документах уряду Співдружності Вірджинії, а також на прапорі штату. На аверсі зображено жіночу фігуру, яку було обрано як головний символ нової Співдружності й уособлює римську Чесноту (Virtus), відвагу і мужність. Спираючись на довгий спис, символ Вірджинії стоїть в позі переможця над поваленим чоловіком, що представляє повалену тиранію. Меч в руці символізує більше владу, ніж силу. Жіноча фігура зображена в одязі амазонки з оголеною лівою груддю. Між іншим, печатка Вірджинії — єдина серед всіх печаток штатів США, яка має у своєму зображенні оголене тіло.
Повалений чоловік-тиран символізує поразку Великої Британії в боротьбі зі Співдружністю Вірджнії, а королівська корона, що лежить поряд, означає звільнення від гніту монархічної Британії та народження нової вільної республіки. Серед прапорів і печаток штатів Сполучених Штатів Америки державні символи тільки двох штатів, Вірджинії та Нью-Йорка мають у своїх зображеннях королівську корону. У лівій руці тиран тримає зламаного ланцюга, що символізує розбиті кайдани англійської колоніальної торгівлі та західної експансії, в правій — даремний батіг, що символізує так звані «Нестерпні закони» метрополії.
Як девіз для аверсу печатки було обрано латинську фразу Sic Semper Tyrannis («Так завжди [відбувається] з тиранами»), яку приписують Брутові під час вбивства Юлія Цезаря.
Реверс державної печатки містить зображення трьох римських богинь. У центрі знаходиться богиня свободи Лібертас, яка вказує своїм посохом на чарівні предмети. Посох вінчає Фригійський ковпак, який як символ свободи згодом стане популярним серед французьких революціонерів.
Зліва від Лібертас стоїть римська богиня Церера, що опікується сільським господарством. У лівій руці Церера тримає ріг достатку, що ломиться від врожаїв Співдружності, у правій — величезне стебло пшениці як головної сільськогосподарської культури Вірджинії. Богиня Етернітас, що символізує вічність, стоїть праворуч від Лібертас, в правій руці вона тримає емблему влади — золоту кулу, на вершині якої сидить птах безсмертя Фенікс. Зображений на державній печатці Фенікс знаменує собою ефективний уряд штату. Завершує зображення латинське слово Perseverando («Продовжуючи»).